# Léo Eichmann
Léo Eichmann (Zürich, 24 december 1936) is een Zwitsers voormalig voetballer die speelde als doelman.

## Carrière
Eichmann speelde gedurende zijn hele carrière voor La Chaux-de-Fonds, hij werd landskampioen in 1964 en won de beker in 1961.
Eichmann speelde twee interlands voor Zwitserland en nam met zijn land deel aan het WK 1966 in Engeland.
Na zijn spelers loopbaan was hij kort interim-coach bij La Chaux-de-Fonds en daarna trainer bij SC Brühl SG.

## Erelijst
- La Chaux-de-Fonds
  - Landskampioen: 1964
  - Zwitserse voetbalbeker: 1961